# إلياس أبو شبكة
إلياس أبو شبكة (بالإنجليزية: Elias Abu Shabaki) (1321 - 1366 ه‍ / 1903 - 1947 م) كان كاتبًا وشاعرًا ومحررًا ومترجمًا وناقدًا أدبيًا لبنانيًا من ضيعة الزوق في كسروان في لبنان. كان أحد مؤسسي عصبة العشرة البارزة في حركة النهضة العربية. يتميز نتاجه الإبداعي بغنى الأوجه وتعددها. كان أبو شبكة «سريع الاندفاع وافر الحماسة، شديد التعصب لرأيه وقوله، وشعره خاصة، عنيف الرد على مناظريه، عصبي التعبير.. إلا أنه كان وشيك الهدوء قريب الرضا فيعود كما بدا صديقا مخلصا وفيّا، سليم القلب، طيّب السريرة، على اباء أنوف، وكبرياء تيّاهة»
ولد أبو شبيكة في عائلة لبنانية شهيرة، وأصبح مهتمًا بالشعر في سن مبكرة. كان نجل أحد التجار، كما كان يتيم الأب في شبابه، وهي تجربة تميز أعماله السابقة. عمل إلياس مدرسًا ومترجمًا بالإضافة إلى نشر العديد من مجلدات الشعر كصحفي يكتب في العديد من الصحف والمجلات الأدبية العربية. لكونه متمسكًا بالمدرسة الرومانسية، آمن أبو شبكة بالإلهام وشجب السيطرة الواعية في الشعر. كانت قصائده قاتمة، شخصية عميقة وغالبًا ما تحتوي على نغمات كتابية تركز على صراعاته الأخلاقية الداخلية. كان بعض من أعمال أبو شبكة مثيراً للجدل في وقته، خاصةً مجموعته الشعرية أفاعي الفردوس التي كانت تعتبر فاحشة بسبب محتواها الجنسي العلني. ويعزى هاجس الشاعر بالآثار الروحية للكارثة التي ظهرت في كتاباته إلى الشعور بالذنب الذي تسببت به هروبه الجنسي مع العديد من النساء عندما كان متزوجًا وحتى وفاته من سرطان الدم في عام 1947.
دعا أبو شبكة إلى تجديد وتحديث الأدب العربي، وألهم الأجيال القادمة من الشعراء. احتُفِل بمساهماته في الأدب من خلال تحويل منزله في بلدته زوق مكايل إلى متحف.

## السيرة الشخصية

### الطفولة والشباب
ولد الشاعر إلياس بن يوسف بن إلياس أبو شبكة في 3 مايو 1903 في بروفيدانس بالولايات المتحدة ليوسف أبو شبكة -تاجر لبناني ثري-، وزوجته نايلة ني ساروفيم. تنحدر والدة إلياس من عائلة معروفة بمواهبها الشعرية، وكان شقيق نايلة وخالها (إلياس فرزان) من الشعراء. غادر الزوجان لبنان للسياحة وزيارة خال نايلة إلياس فرزان في بروفيدنس حيث أنجبت إلياس في مقر فيرزان. في عام 1904، استقر يوسف ونايلة في بلدتهما الأصلية (الضيعة) زوق مكايل في منطقة كسروان الحالية في جبل لبنان، وهي مدينة تطل على البحر الأبيض المتوسط وتشتهر بجمالها الطبيعي؛ وكان إلياس حينها لم يتجاوز السنة من عمره.
نشأ إلياس كمسيحي متدين على يد والديه المارونيين. قُبِل في عام 1911 في مدرسة مار يوسف للآباء اللعازريين في مدينة عينطورة القريبة حيث درس -من بين دورات أخرى- الأدب الفرنسي والعربي. قدّمت نايلة إلياس إلى الشعر العربي وعلمته قصيدة طويلة كتبها خالها إلياس فرزان، والتي كانت -بحسب الشاب أبو شبكة- ملهمة للغاية.
في عام 1913، بينما كان والد إلياس ذاهبًا لتفقد عقاراته وعندما كان بين بورسعيد والخرطوم قاصدًا الأخيرة بالسودان، تعرض لهجوم من قبل قطاع الطرق الذين جردوه من ممتلكاته وقتلوه؛ ترك فقدان والد الشاب إلياس في حالة من الضيق العاطفي والاكتئاب التي لازمته بقية حياته. وظهرت آثار ذلك في باكورة أعماله القيثارة. واصل اليتيم إلياس تعليمه في عينطورة حتى اندلاع الحرب العالمية الأولى عندما اضطر إلى ترك المدرسة بسبب مشاكل مالية، على الرغم من أن المدرسة أُجبرت في وقت لاحق على الإغلاق من قبل السلطات العثمانية (1914-1918). استأنف إلياس دراسته في مدرسة الإخوة المريميين بجونيه قبل أن يعود بعد عام إلى مدرسة مار يوسف (عينطورة)، لكنه لم يتخرج قط بسبب تمرده على أحد أساتذته؛ وذلك في سنة 1922. ومع ذلك واصل تعليمه الذاتي وقراءة الكتب الدينية والأدب الرومانسي الفرنسي على نطاق واسع والتي ألهمت جهوده الأدبية الأولى. من بين المؤلفين الفرنسيين، كان إلياس مولعًا بشكل خاص بأعمال تشارلز بودلير وألفريد دي موسيه.
وأخذت شاعرية إلياس سبيلها إلى النضج الفني في مطلع العقد الرابع من القرن الفائت، بعدما أصدر ديوانه الشهير أفاعي الفردوس عام 1938، الذي أحدث ضجة في الأوساط الثقافية العربية، إذ رسم بمهارة فنية عالية لوحات نابضة بالحياة لحالته النفسية الثائرة في «أفاعي الفردوس» التي شدتها صلة تناظرية بديوان «أزهار الشر» لبودلير، من حيث واقعية وقتامة التصوير الحسي، وغرائبية الصور المُشَكَّلة بتراكيب لغوية مبتكرة، كما وشدت «أفاعي الفردوس» صلات بـ«ليالي» موسيه من حيث التمرد والانفعال والتوتر والقلق العاصف.

### الخطوبة والزواج
عندما كان عمره 16 عامًا، التقى إلياس وافتتن بجارته أولغا ساروفيم التي كانت تكبره بعامين. تطورت صداقتهما بسرعة حيث تبادلوا الكتب والرسائل الأدبية. كان ارتباط إلياس بأولغا أكثر وضوحًا عندما مرضت بالحمى أثناء زيارة لمدينة صور الجنوبية؛ وورد أن إلياس قد دعا أفراد عائلته إلى الركوع والصلاة من أجل أولغا للتحسن. بعد حوالي 10 سنوات من الخطبة، تزوج أبو شبكة من أولغا في ديسمبر 1931. كان لدى إلياس وأولغا طفل وحيد توفي عند الولادة في عام 1932.

### مهنته
بعد أن فقد والده في سن مبكرة، اضطر إلياس للتدريس من أجل كسب لقمة العيش. درس لفترة من الوقت في مدرسة البعثة اليسوعية ثم في معهد رهبانية أخوة المدارس المسيحية في الجميزة وأخيراً في مدرسة المقاصد. كان لإلياس تقاربًا مع الصحافة منذ شبابه، وأقام رزقه من خلال مساهماته في عدد من الصحف اللبنانية (البيرق، البيان، النداء، العسيفة، لسان الحال، والجمهور، المعرض والمكشوف، وصوت الأحرار) نشر أيضًا عددًا كبيرًا من المقالات الصحفية حول مجموعة متنوعة من الموضوعات. كما راسل إلياس عددًا من الصحف المصرية مثل المقتطف والمساء. بناءً على طلب الناشرين، ترجم أبو شبكة إلى اللغة العربية عددًا من المواد الأدبية الفرنسية من القرن السابع عشر حتى القرن التاسع عشر، مثل للشاعر الفرنسي لامارتين: جوسلين ولا شوت دو أنج، كما ترجم لـإدموند روستان لا ساماريتاين، وللروائي برناردين دي سان بيير: بول و فيرجيني (بالفرنسية:Paul et Virginie) و الكوخ الهندي (بالفرنسية:La Chaumière indienne) والعديد من الأعمال الأخرى لهنري بوردو وفولتير وأنطوان فرانسوا بريفو وموليير. كان إلياس يعمل خلال الحرب العالمية الثانية كمترجم في خدمات الصحافة والإذاعة في المفوضية العليا الفرنسية.
في عام 1926، أنتج إلياس أول أحداثه الشعرية القيثارة. يشهد العمل على عدم خبرة الشاعر الشاب ولكن أيضًا على موهبته الواعدة. في عام 1928، أنهى إلياس المريض الصامت، وهي قصيدة سردية تعد واحدة من أشهر أعمال أبو شبكة، تنبثق من وسط التقاليد الرومانسية الأوروبية.
أشاد الكثيرون بكتابه التالي أفاعي الفردوس، الذي نُشر عام 1938، باعتباره أفضل أعمال أبو شبكة وواحد من أفضل إنجازات الشعر الرومانسي في الأدب اللبناني والعربي الحديث. تلعب أفاعي الفردوس وأعمال إلياس الأخيرة دوراً مؤثراً في تطور الشعر والأدب العربي الحديث. في عام 1941، نشر إلياس كتابه الثالث الألحان، وهو قصيدة لحياة الفلاحين البسيطة، تلاه في عام 1944 نداء القلب، وإلى الأبد، حيث يعود إلياس إلى المناقشة. مسائل القلب من منظور أكثر نضجًا. تم نشر غلواء في عام 1945. عنوان الكتاب هو مثال على اسم أولغا باللغة العربية.
بالإضافة إلى الشعر، نشر إلياس عددًا من الدراسات بما في ذلك دراسة في الأدب المقارن تسمى رواية الفكر والروح بين العرب والفرنجة؛ والتي سعى فيها إلى إظهار وزن التأثير الفرنسي على الأدب العالمي. قام أيضًا بتأليف مقالات طويلة حول لامارتين وبودلير وأوسكار وايلد. بالإضافة إلى ذلك، أنتج أبو شبكة سلسلة من صور الشخصيات الأدبية والسياسية التي نُشرت لأول مرة في مجلة المعارض، ثم جمعت في مجلد يُطلق عليه اسم الرسوم.

### وفاته
توفي إلياس في 27 يناير 1947 من سرطان الدم في مستشفى فندق ديو دي فرانس في بيروت، ودُفن في بلدته زوق مكايل. بعد وفاته، جمع أصدقاء إلياس عددًا من الآيات والأعمال التي نُشرت في دوريات في كتاب أطلق عليه اسم من صعيد الآلهة في عام 1958. وحسبما ذكر هنري زغيب في كتابه إلياس أبو شبكة: من الذكرى إلى الذاكرة عن أولغا كاتبًا: «كانت أول فتاة خفق لها قلبه عام 1920، وآخر وجه أغمض عليه عينيه في الرابعة فجر ذاك الاثنين 27 كانون الثاني 1947 قائلًا لها: «استغفري لي من كل أهالي الزوق».. ثم غام صوتهُ وهو يتمتم «أولغا.. أولغا.. مسكينة أولغا».» أما عن صديقه الأديب توفيق يوسف عوَّاد فذكر عن زيارته إلياس قبل وفاته بأيام: «عُدت إلياس إلى المستشفى الذي أغمض فيه عينيه الإغماضة الأخيرة، فرأيته كما عهدته طوال خمس عشرة سنة: جلودًا على الألم، سكوتًا، أنوفًا. كان يعاني هذا الألم منذ زمن ويأبى أن يصدق خطره. وكنّا، نحن أصحابه، نعرف أنه مصاب بفقر الدم، حتى وقف الطبيب يعلن في الرابعة من صباح 27 كانون الثاني 1947 أن كرياته الحمر نضبت في دمه».

## الآراء والمعتقدات

### الأخلاق والفضيلة
نشأ إلياس وترعرع كمسيحي متدين على يديّ والديه المارونيين في الريف اللبناني. ينعكس تعليمه وتربيته الدينية في كتاباته الروحية العميقة ولجوئه إلى الكتاب المقدس لبعض قصائده، وهو ما يعكس التعلق القوي الذي كان عليه. طوّر إلياس هوسًا مستهلكًا مع قوى الخير والشر المتعارضة. وعى في سن مبكرة بسبب فقد والده في بداية الحرب العالمية الأولى؛ تدل الكتابات المبكرة على اشمئزاز الشاعر الشاب وسخطه من الوجود الإنساني. هذا هو أفضل ما يتجلى في قصيدة بعنوان قاذورة.
كانت مواقف أبو شبكة والمواضيع التي عالجها تعتبر استفزازية وفضائح في ذلك الوقت. لقد واجه بصراحة وبدون خوف مسائل الخطيئة والجنس والفساق بطريقة شخصية عميقة. على الرغم من أنه كان من أوائل الشخصيات الأدبية العربية التي تناولت هذه المحرمات بصراحة، إلا أن أبو شبكة أُثني على أسلوبه المبتكر. خلال ارتباطه الطويل بأولغا، كان لإلياس علاقة حب عاطفية مع امرأة متزوجة معترف بها بشكل أساسي في كتاباته عن غلواء وأفاعي الفردوس، حيث يشارك إلياس البائس في صراع مستمر بين الشهوة والحب والنضال من أجل التوفيق بين البهيمية الحسية والروحانية. على الرغم من احتفال أبو شبكة بالملذات الجسدية، إلا أنه حافظ على إيمانه بالله الذي يخشى حكمه؛ تظهر قصائده الاهتمام بالنفقات الروحية التي تنطوي عليها هذه الملذات.

### النساء والجنس
بعض الأدباء والمثقفين يجادلون بأن إلياس كان كاره للنساء كما شهد في مرحلة مبكرة من أعماله مثل هذا المقطع من القيثارة:
| إلياس أبو شبكة | حاذِرِ الحُبَّ إِنَّ في الحُبِّ شَرّا ... فَهوَ نارُ القَلبِ تصهُر صَهرا إِن يَكُن في الرِجال قَلبٌ غدور ... فَقُلوبُ النِساءِ أَقرَبُ غَدرا | إلياس أبو شبكة |

جسّد إلياس النساء العاريات الجميلات كمخلوقات شيطانية، فاتنة تقوم بالإغراء وذات دهاء تسبب سقوط الرجل وبأنهنّ أفاعي الفردوس؛ هذا التناقض المرير والمفارقة هو إشارة إلى الخطر والشر الذي تجلبه الشهوة والخطيئة. إن كره إلياس وانجذابه إلى النساء والجنس واضح في قصيدة العاصفة حيث يدين الشاعر المضطرب عاهرة بينما يطلب منها مضاجعته؛ وبالمثل في المرأة البائسة، تصور أبو شبكة عاهرة تصيب عملائها بالأمراض التناسلية كوسيلة للانتقام من نفسها. خف موقف إلياس تجاه النساء وتغير بشكل جذري كما تشهد أعماله في وقت لاحق من خلال عملية المصالحة والخلاص من خلال الحب. في دراسة مقارنة ليحيى معروف -بروفسور إيراني في جامعة رازي في کرمانشاه- كتب فيها «إنّ الشاعر يرنو إلی تاريخ بلاده ويستفيد من الرموز والأساطير کشمشون ودليلة، وسدوم وقوم لوط؛ لأنّ السدوم ودليلة يتمثّل في ديوانه النساء العاهرات اللاتي تسُقن الرجال إلی الهوّة العميقة وإلی درك المهازل وأيضاً يری الشاعر هناك صلة وثيقة بين هذا العصر والحضارة السّدوميّة وهي القذارة والدّعارة، حيث قصة لوط تتواکب مع حکاية انهيار سدوم، مدينةِ الشرّ .»
على الرغم من آرائه، كان إلياس متورطًا عاطفياً مع أربع نساء على الأقل وفقًا للسيرة الشخصية المنقولة عنه من قِبَل رزوق فرج رزوق. كانت أولغا ساروفيم التي تزوجها أبو شبكة في عام 1931 هي الحب الرئيسي لحياته، إلا أنه كان على علاقة غرامية مع روز؛ وهي امرأة متزوجة في بلدته، بينما كان خاطبًا لأولغا في عام 1929. يلمح إلياس إلى هذه التجربة في العديد من كتاباته، خاصة كتابه أفاعي الفردوس. كانت المرأة الثالثة التي احتفلت بحياة أبو شبكة -وإن كانت تلعب دورًا بسيطًا- مغنية مصرية تدعى هادية مارست تأثيرًا مهدئًا على أبو شبكة، كما يتضح من القصيدة التي كتبت لها. بعد انفصاله عن المغنية، التقى إلياس عام 1940 مع راقصة تدعى «ليلى آدم»، والتي كانت القصائد في «نداء القلب» و «إلى الأبد» مكتوبة لها. استمرت علاقة أبو شبكة مع ليلى معوض حتى وفاته عام 1947.

## الكتابة
كان أبو شبكة كاتبًا غزير الإنتاج، نشر مجموعة واسعة من الأعمال بما في ذلك القصائد والمقالات الصحفية والدراسات الأدبية. كان ينظر إليه على نطاق واسع على أنه أهم عمل له هو أفاعي الفردوس (1938). تميز إلياس بالكتابات القوية والواقعية وغالبًا ما تكون مدهشة وهاجسًا ملذات الجسد. اعتقد إلياس أن الفن الأكثر تطوراً هو الذي يتطور من العاطفة، والتي كان يعتقد أنها مصدر تجربة أصيلة وجمالية؛ وضع قيمة عالية للإلهام وندد بالعقلانية ودور السيطرة الواعية في كتابة الشعر. في إحدى قصائده، كتب أبو شبكة أن الشعر الصادق هو الأفضل، خلافًا للقول العربي القديم الذي يقول إن أفضل الشعر هو الشيء الأكثر بروزًا.

### التأثيرات
أثرت العديد من المصاعب والتحديات العاطفية التي عانى منها أبو شبكة، من النشأة بلا أب في منتصف الحرب العالمية الأولى إلى فقدان ابنه الوحيد المولود، على شعره القاتم الذي ينقل إحساسًا قويًا بوجود الشر في العالم وجهدًا للعثور على حل من خلال الهروب في الحب أو في براءة الطفولة والطبيعة. أثارت كتابات إلياس المتشائمة في كثير من الأحيان اهتمامًا بالجسم وشهوته، المتأثرة بشكل كبير بالأعمال الرومانسية التي قرأها خلال فترة شبابه والتي أثنت على الشعور بالوحدة والحزن والعاطفة والألم والموت واستنكرت المادية وفجور حياة المدينة. ألهمت التقاليد والصور المسيحية الكثير من أعمال أبو شبكة، التي تزخر بالصور التوراتية، مما يعكس تجارب المسيحي الذي شعر بعمق حول تعاليم الكنيسة الكاثوليكية.

### عصبة العشرة
في عام 1930، شارك أبو شبكة مع ميشال أبو شهلا وخليل تقي الدين وفؤاد حبيش في تأسيس مجتمع أدبي أطلق عليه اسم عصبة العشرة منذ أن ضم في البداية عشر شخصيات أدبية وفنية. بالإضافة إلى الأعضاء المؤسسين الأربعة، تألفت الرابطة من كرم علي ملحم كرم ويوسف إبراهيم يزبك وتقي الدين الصلح وتوفيق يوسف عواد وعبد الله لحود وميشيل أسمر. وشنت العصبة هجومًا جريئًا على الشخصيات الأدبية والمؤسسة السياسية من خلال مقالات نُشرت في مجلة المعرض لميشال زكور، والتي اضطرت الحكومة لاحقًا إلى إغلاقها. كان هدف العصبة هو تشجيع التجديد الأدبي وتحديث الأدب العربي.
رغم أن العصبة كان مؤسسيها وإلياس من ضمنهم أربعة إلا أنهم أطلقوا عليها عصبة العشرة وقال إلياس في ذلك:
| إلياس أبو شبكة | أَربعةٌ لكنهم عند الحساب عَشَرَهْ ... إِذا أَهابوا بالدجى ... أَرخى عليهم قَمَرَهْ | إلياس أبو شبكة |

كان الشيخ خليل تقي الدين آخر من بقي من العصبة بعد وفاة ثلاثة منهم، فأجاب عندما سُئِل عن إلياس:

### المنشورات

#### القيثارة
أول ديوان لإلياس القيثارة، تم نشره في عام 1926 من قبل صدر للنشر. كان القيثارة هي أقدم عمل لإلياس، وشهد على قلة خبرة الشاعر الشاب مع الكشف عن إمكاناته الشعرية الكبيرة. وُصِفت الأحداث التي أظهرت تأثير الشعراء العرب الكلاسيكيين مثل أبو نواس بأنه كئيبة ومتغطرسة. كانت تحتوي على عدد من القصائد المترجمة من الفرنسية والتي أهداها لروح والد الشاب أبو شبكة. أدى هذا التكريس إلى خلق حالة من الحزن والتشاؤم السائدة في الديوان.

#### المريض الصامت
المريض الصامت كان ثاني أعمال إلياس في فترة صباه. تم نشره في عام 1928 وكانت أول تجربة للشاعر في الشعر القصصي.

#### غلواء
كُتِبت قصيدة أبو شبكة الروائية غلواء بين عامي 1926 و 1932 ولكن لم تُنشَر حتى عام 1945 بواسطة صدر للنشر، قبل عامين من وفاة الشاعر. كانت القصيدة مستوحاة من اهتمام إلياس بالحب وملهمته أولغا؛ عنوان القصيدة هو مثال على اسم أولغا باللغة العربية (أولغا = غلواء). واعتُبر منذ نشره على أنه عمل مؤثر وتقدمي أحدث ثورة في الأدب العربي ومثالًا رئيسيًا للرومانسية العربية. يرجع الفضل في هذه التحفة المشهود لها عمومًا إلى جدارتها واستحقاقها الفني المطلق، وطولها المثير للإعجاب وترابط المواقف العاطفية والأخلاقية المتطرفة مثل العاطفة والخطيئة. على الرغم من أن الكتاب المجهريين أنتجوا قصائد طويلة مماثلة، إلا أنهم نادراً ما شاركوا في قصائد ذات حبكة سردية واضحة.

#### أفاعي الفردوس
أفاعي الفردوس هي عبارة عن مجموعة من 13 قصيدة كتبت بين عامي 1928 و 1938 ونُشِرت في عام 1938 من قبل دار المكشوف للنشر -التي لم تعد موجودةً الآن-. يعتبر الكتاب تحفة شعرية لبنانية؛ يستمد الإلهام من الحب والإثارة الجنسية في ارتباط واضح بتأثيرات الأعمال الرومانسية الفرنسية مثل مجموعة تشارلز بودلير الشعرية أزهار الشر (بالفرنسية:Les fleurs du mal). في أفاعي الفردوس، تفسح أخلاقيات إلياس الصريحة والمتزمتة إحساس الخطيئة والحرمان الروحي عندما يتصالح مع آثار علاقة الحب التي عاشها أثناء خطبته لأولغا. يتميز الديوان بالتناقض المستمر بين الحب والخداع، والحياة والموت. وقال ميخائيل نعيمة في أفاعي الفردوس: ” لا أرى شاعرنا بلغ قمّة شاعريته إلا في ” أفاعي الفردوس “، فهذه المجموعة هي بحقّ تحفة نادرة في شعرنا العربي، وما أعرف شاعراً من شعراء عهدنا الجديد يستطيع أن يأتي بمثلها، أو أن يدانيها في وصف الشهوات الجسدية الجامحة “. كما قال عنها رزوق فرج رزوق: و ” أفاعي الفردوس “ بعد هذا شعر مبتكر الطابع… فهو فتح جديد في شعرنا المعاصر، وطريق مهدّتها خطى شاعر واكب عنف شعوره وقلق نفسه جرأة في القول وصمود للتحدّي. وعلى هذه الطريق سار فيما بعد شعراء كانوا من قبل إذا أحسوا العاصفة الهادرة في أعماقهم.. تودّ أن تستحيل شعراً عمدوا إليها فقلّموا أظفارها، وألبسوها قناعاً يستعيرونه من بني عذرة، ثم خرجوا بها على الناس كماء النبع صفاءً وكأزهار آذار وداعة…“.

#### الألحان
الألحان هي مختارات تضم 16 قصيدة. نُشِرت في عام 1941 من قبل دار المكشوف، ووصفت بأنها عملًا فريدًا في تاريخ الأدب العربي. تتناول كل قصيدة جانبًا مختلفًا من جوانب الحياة الريفية، حيث تزخر صور الفولكلور والعامية اللبنانية. في هذا الكتاب، يُعرّف أبو شبكة نفسه بالفلاح، ويشيد ببساطة الطرق التقليدية، ويبتعد عن عرض الثروات الزائفة. يرى إيليا حاوي، وهو شخصية أدبية معاصرة، قصيدة أبي شبكة بأنها تدعو إلى شكل من أشكال الوثنية المعاصرة حيث «يعبد أبو شبكة نعمة وخصوبة رحم الأرض». عبر الألحان، مهد أبو شبكة الطريق لاتجاه جديد بين شعراءه المسلمين المعاصرين والذي ظهر في العودة إلى الصوفية الإسلامية أو إلى الإلحاد الطبيعي قبل الإسلام كما في حالة أدونيس.

#### نداء القلبوإلى الأبد
نشرت نداء القلب في عام 1942 من قبل دار المكشوف، وهي عبارة عن مجموعة من قصائد الحب. في هذا المجلد، وضع إلياس وجهة نظره عن المرأة باعتبارها مصيدةً شريرة وحبًا عفيفًا ممجدًا، في تناقض صارخ مع الحكم القاسي والسعي وراء المتعة التي عَبَّر عنها في أفاعي الفردوس. في قصيدة «الكأس»، بعد أن استعاد أبو شبكة السلام وإيمانه بالحب، كان يعترض على مأزقه كشاعر لا يقدره مجتمعه.
كانت إلى الأبد آخر أعمال أبو شبكة التي نُشرت خلال حياته، وقد أكد المختار عودة إلياس إلى السلام الذي ظهر في نداء القلب. استَبْدل الشهوانية الفظة لأعماله السابقة بالكامل بأبعاد أكثر دقة وصوفية للحب والتي تم التأكيد عليها بشكل أكبر في هذا الكتاب الذي أصدره أيضًا دار المكشوف عام 1944.

## الإرث
يعتبر إلياس حجر الأساس في الشعر العربي الحديث في لبنان وأحد أعظم الشعراء العرب؛ وهو أيضًا أحد الشخصيات اللبنانية الرائدة في الرومانسية العربية. سعى إلى إحياء المدرسة الرومانسية، التي كانت خامدة في الغرب لفترةٍ طويلة، من قبل عدد كبير من الشعراء والكتاب العرب المعاصرين. الحركة الرومانسية عفا عليها الزمن الآن في الشرق الأوسط، لكن أعمال أبو شبكة ما زال يجذب القراء الشباب الذين يقدرون المشاعر والشعر ولهم القليل من الذوق تجاه الجاذبية الاجتماعية - السياسية الموجود في أعمال الشعراء العرب المعاصرين المنخرطين في السياسة. أكد عمل أبو شبكة التقاليد المسيحية في الأدب العربي الحديث وساعد في تأسيس الكتاب المقدس كمصدر أدبي باللغة العربية. استفاد الكتاب والشعراء في وقت لاحق من إحياء المواضيع والأساطير التوراتية التي صورها شعر أبو شبكة. أثر الشاعر في كتابات العديد من خلفائه مثل: بدر شاكر السياب ونزار قباني وخليل حاوي وهنري زغيب وأدونيس.

### متحف إلياس أبو شبكة
في 11 يونيو 2008، افتتحت بلدية زوق مكايل متحف إلياس أبو شبكة في منزل الشاعر. بُنِي قصر أبو شبكة في زوق مكايل من قبل والده وعمه، الذي تبادل البضائع بين مصر والسودان ولبنان. صُمِّم هذا القصر من قبل مهندس معماري مصري، بُنِي بواسطة أحجار محلية وزُيِّنت جدرانه من قبل فنانين نمساويين. في السنوات الأخيرة من حياته، رهن إلياس منزله بسبب حالته المالية السيئة. استولت البلدية على قطعة الأرض في السبعينيات وأنقذت المنزل وحدائقه من استبدال مبنى سكني. رُمِّم القصر خلال العقدين التاليين وجُدِّدَ بالأثاث الأصلي والاكسسوارات للشاعر الذي أنقذته عائلة زوجته. بالإضافة إلى الأثاث، يضم المتحف مجموعة من كتب الشاعر والمخطوطات والرسائل الأصلية.

## أعماله
ترك أبو شبكة الراحل حوالي 40 كتابًا بين مترجم وموضوع.

### أشعاره
- القيثارة (1926)
- المريض الصامت (1928)
- أفاعي الفردوس (1938)
- الألحان (1941)
- نداء القلب (1944)
- إلى الأبد (1945)
- غلواء (1945)
- من صعيد الآلهة (1958) (بعد وفاته)

### نثره
- طاقات زهور (1927)
- العمال الصالحون (1927)
- تاريخ نابوليون بونابرت: 1769 - 1821 (1929)
- الرسوم (1931)
- روابط الفكر والروح بين العرب والفرنجة (1945)
- لبنان في العالم
- المجتمع الأفضل

### ترجماته
- الطبيب على الرغم منه - موليير، 1907
- جوسلين، ألفونس دو لامارتين، 1926
- سقوط ملاك - لا مارتين
- بول وفرجيني و الكوخ الهندي - برنردين دو سان بيار
- ميكروميغاس وثلاث قصص، فولتير، 1946
- المثري النبيل، موليير، 1951
- مريض الوهم، موليير، 1951

## الملاحظات
1. ↑  روبن أوستل في بين الجنة والنار: الخطيئة والنشاط الجنسي في شعر إلياس أبو شبكة(1903–1947)، تمثيلات الإلهية في الشعر العربي. جيرت برج وإد دي مور (محرران). التوجهات 5، طبعات رودوبي، أمستردام أتلانتا، 2001، ص 183-193.
2. ↑  القيثارة، (بيروت 1926) صفحة 35.
3. ↑  الرسوم، (بيروت 1929)

## وصلات خارجية
- بين جدرانها ذكريات وأشياء حميمة حـارة القرميد تتحـوّل متحفاً للشاعر الياس أبو شبكة، تحقيق: جان دارك أبي ياغي